# Tha Alumni Music Group
Tha Alumni Music Group je nezavisna diskografska kuća koja je 2010. godine osnovana u Los Angelesu, Kaliforniji. Osnovali su je Kid Ink i DJ Ill Will. Prvo izdanje diskografske kuće bio je miksani album World Tour, Kid Inka. Osnivač diskografske kuće, Kid Ink je pod njom objavio još tri miksana albuma i jedan nezavisni album. Najuspješniji je bio album Up & Away koji je došao do dvadesetog mjesta na top ljestvici Billboard 200. Izvođači koji trenutno imaju potpisan ugovor s diskografskom kućom su DJ Rockstar, Jahlil Beats, Sean Brown, Young Jerz, Hardhead, Cardiak, KP, Alex Nazari, SDot B, Ned Cameron, Bigg Chuck, DJ Tech i Adrian Smith.

## Izvođači
- Kid Ink
- DJ Ill Will
- DJ Rockstar
- Jahlil Beats
- Sean Brown
- Young Jerz
- Hardhead
- Cardiak
- KP
- Alex Nazari
- SDot B
- Ned Cameron
- Bigg Chuck
- DJ Tech
- Adrian Smith

## Vanjske poveznice
- Službena stranica